# Ralph Gebstedt
Ralph Gebstedt född 1971 är en tysk backhoppare. Han är trefaldig tysk mästare och tävlade i världscupen i backhoppning från 1989 till 1997, vann en världscupstävling och placerade sig som bäst i världscupen som nummer 14. Nationellt representerade han klubben WSV Oberhof 05, hemmahörande i Oberhof. I början av sin karriär tävlade han för Östtyskland och senare för det återförenade Tyskland.

## Biografi
Gebstedt föddes 8 oktober 1971 i Friedrichroda, nära Gotha i Thüringen i gamla Östtyskland. Han debuterade internationellt i världscupen i öppningstävlingen i tysk-österrikiska backhopparveckan (som ingår i världscupen) i Schattenbergbacken i Oberstdorf i Västtyskland 28 december 1989, där han kom på 49:e plats. Han deltog i skidflygnings-VM 1990 i Vikersund i Norge 25 februari 1990. Där blev han nummer 24 i en tävling som vanns av Dieter Thoma från Västtyskland före finländaren Matti Nykänen och Gebstedts landsman Jens Weissflog.
Han stod på prispallen första gången i en deltävling i världscupen i skidflygningsbacken Kulm i Bad Mitterndorf i Österrike 24 februari 1991. Han blev tvåa i tävlingen endast 4,0 poäng efter hemmahopparen Stefan Horngacher. 24 mars vann han sin enda världscupseger, i skidflygningsbacken Letalnica i Planica i dåvarande Jugoslavien, före Horngacher och Dieter Thoma. Säsongen 1990/1991 var Gebstedts bästa i världscupen. Han blev nummer 14 sammanlagt. Samma säsong blev han nummer tre i skidflygningsvärldscupen, 12 världscuppoäng efter segrande Stephan Zünd från Schweiz och 1 poäng efter Stefan Horngacher. Han blev som bäst nummer 23 sammanlagt i backhopparveckan, säsongen 1994/1995. Hans bästa resultat totalt i backhopparveckan var under säsongen 1994/1995 då han blev nummer 23 sammanlagt.
Gebstedt tävlade i skidflygnings-VM tre gånger. I VM 1990 i Vikersund i Norge blev han nummer 24. Under skidflygnings-VM 1992 i Čerťák i Harrachov i Tjeckoslovakien blev Gebstedt nummer 15. I VM 1996, i Kulm, slutade han på en 22:a plats.
Ralf Gebstedt vann tre guld i tyska mästerskap: i stora backen 1992, och i normalbacken 1992 och 1996. Han har också två silvermedaljer och två bronsmedaljer från tyska mästerskap. Gebstedt vann kontinentalcupen säsongen 1993/1994. Säsongen 1997/1998 blev Gebstedt nummer 9 totalt i kontinentalcupen.
Gebstedt hoppade i sin sista världscuptävling i Oberstdorf 29 december 1997. Efter tävlingen i kontinentalcupstävlingen i Courchevel i Frankrike i mars 1998 avslutade Gebstedt sin aktiva backhoppningskarriär och blev därefter backhoppstränare, bland annat i laget SC Steinbach-Hallenberg.